# Nederland's Patriciaat
Le Nederland's Patriciaat, appelé couramment aux Pays-Bas le « Livre bleu » (Het Blauwe Boekje) est le nom donné à une collection de livres généalogiques paraissant annuellement depuis 1910.
Son but est de publier la généalogie d'anciennes familles patriciennes qui ne font toutefois pas partie de la noblesse, la noblesse n'existant officiellement dans le royaume des Pays-Bas qu'à partir de 1815 date où a commencé une politique d'anoblissement de diverses familles.
Ce livre bleu reprend les anciennes familles patriciennes de l'ancienne République des Provinces-Unies, familles des Régents et des anciens hommes d'État, comme les familles des grands pensionnaires tels les Oldenbarnevelt, les de Witt, les Heinsius, des amiraux, tels les De Ruyter, ou des ambassadeurs des Provinces-Unies, généralement plus illustres que les familles nobles, celles-ci étant très peu nombreuses avant 1815 et étant peu représentées dans les hautes fonctions civiles de la République. 
Le Livre bleu, qui doit son nom à son immuable couverture recouverte de tissu bleu, fait pendant au Livre rouge (Nederland's Adelsboek), état présent de la noblesse néerlandaise, et est publié par le même éditeur, le Bureau central de généalogie situé à La Haye.
Le critère d'admission pour une famille est d'avoir joué durant au moins 150 ans un rôle de premier plan dans la vie sociale néerlandaise.[réf. nécessaire]